# 波号第八潜水艦
|          |                                                              |
| 艦歴     |                                                              |
| 計画     | 大正4年度計画                                                |
| 起工     | 1916年1月8日                                                 |
| 進水     | 1916年3月15日                                                |
| 竣工     | 1917年2月20日                                                |
| 除籍     | 1929年4月1日                                                 |
| 性能諸元 |                                                              |
| 排水量   | 常備：290トン 水中：323トン                                  |
| 全長     | 43.73m                                                       |
| 全幅     | 4.14m                                                        |
| 吃水     | 3.43m                                                        |
| 機関     | ヴィッカース・ガソリン機関1基1軸 水上：600馬力 水中：350馬力 |
| 速力     | 水上：12kt 水中：7kt                                         |
| 航続距離 | 水上：12ktで660海里 水中：4ktで60海里                        |
| 燃料     | ガソリン                                                     |
| 乗員     | 30名                                                         |
| 兵装     | 機銃1挺 45cm魚雷発射管 艦首2門、水上2門 魚雷4本              |
| 備考     | 安全潜航深度：30.5m                                          |

波号第八潜水艦（はごうだいはちせんすいかん）は、日本海軍の潜水艦。波七型潜水艦（C3型）の2番艦。

## 艦歴
1916年（大正5年）1月8日、呉海軍工廠で起工。同年3月15日進水。1917年（大正6年）2月20日竣工。第十七潜水艇と命名され、種別、潜水艇、二等潜水艇に類別。1919年（大正8年）4月1日、第十七潜水艦に改称し、三等潜水艦に種別、類別を変更。1923年（大正12年）6月15日、波号第八潜水艦に改称。1929年（昭和4年）4月1日に除籍。

## 歴代艦長
※艦長等は『日本海軍史』第9巻・第10巻の「将官履歴」及び『官報』に基づく。
艇長
- 吉山百重 少佐：不詳 - 1917年2月7日[3]

艦長
- 寺垣敬三 大尉：1920年12月1日 - 1921年3月15日
- 吉富説三 大尉：1921年3月15日 - 1921年4月1日[4]
- 中邑元司 大尉：1921年4月1日[4] - 12月1日
- 森徳治 大尉：1921年12月1日 - 1923年3月10日[5]